# Concròs
Concròs és un antic circ glacial ubicat en els Pirineus orientals dins la conca del riu Ter i, per tant, d'orientació sud. Es troba en el terme municipal de Setcases, a la comarca catalana del Ripollès.

## Característiques
La seva cubeta se situa a 2.245 metres d'altitud i el diàmetre aproximat del circ és d'un quilòmetre. En el fons del circ hi ha els estanyols de Concròs, avui en dia gairebé desapareguts per la sedimentació però amb una mica d'aigua durant els mesos de desglaç. Dona origen al Torrent de Concròs, d'uns 3 quilòmetres de llarg, afluent de la Ribera de Carboner i, per tant, és un sub-afluent del Ter.
Les parets del circ són coronades pel cim del Roca Colom (2.507 metres) per l'est, el coll de la Portella del Callau (2.387 metres) pel nord i pel cim de Les Roques Blanques (2.456 metres) per l'oest.